# Roger Cloutier
 (avril 2022).
Pour les articles homonymes, voir Cloutier.
Roger Cloutier est un lieutenant général de l'armée américaine.

## Biographie
Il s'est distingué au cours de la guerre d'Irak.
Il a commandé la United States Army Africa,, qui  fusionne en novembre 2020 avec l' US Army Europe dont le siège est basé en Italie.
Il sert comme commandant de l'Allied Land Command (Commandement terrestre allié, autrefois commandement des forces alliées terrestres de l'Europe du Sud-Est) au sein de l'OTAN, dont le quartier général est en Turquie. Il prend le commandement des mains du général Thomson le 4 août 2020 à Izmir.

### Ukraine
Le lieutenant général Cloutier vient en Ukraine en juillet 2021 pour « mener des entretiens d’état-major terrestre à Kiev, afin de renforcer le partenariat de l’OTAN avec les forces ukrainiennes. » Il rencontre le président Volodymyr Zelensky à Odessa.
En mars 2022, il rencontre  en Bulgarie le chef de la Défense, l'amiral Emil Eftimov, pour évoquer « le renforcement du potentiel défensif de l'OTAN ».
En avril 2022, le bruit court, lancé par les Russes sur les réseaux sociaux, qu'il a été tué par les forces russes à Marioupol lors d'une tentative d'exfiltration de sa personne par hélicoptère de la ville assiégée. Une autre version dit qu'il fut capturé par les Russes, ce qui est démenti par le porte-parole du Grand Quartier général des puissances alliées en Europe.

## Décorations
- Awards Defense Distinguished Service Medal
- Army Distinguished Service Medal (2)
- Defense Superior Service Medal (2)
- Legion of Merit (2)
- Bronze Star (3)